# Terremoto de Guerrero de 1911
El terremoto de Guerrero de 1911 ocurrió el 16 de diciembre de 1911 a las 13:14:18 hora local cerca de la costa de Guerrero, México a lo largo de la zona de subducción mexicana, tuvo una magnitud de 7.5 grados, con epicentro 36 km al sur de Tecpan, Guerrero a una profundidad de 50 km, después del evento, llegaron informes telegráficos de una amplia zona de México. Ciudades como Guadalajara, Mérida (en la península de Yucatán ) y Tapachula (cerca de Guatemala) informaron los temblores. La duración del temblor fue de poco más de dos minutos y el número de muertos se situó en 28. Fue el último terremoto de magnitud superior a 7.0 en la Brecha de Guerrero, hasta la llegada del Terremoto de Guerrero de 2021.[cita requerida]

## Entorno tectónico
En la región, las placas de Cocos, América del Norte y el Caribe convergen y crean una zona tectónica de sismicidad constante y de largo plazo. Guerrero está ubicado donde la placa de Cocos está siendo subducida debajo de la placa de América del Norte, y el área de ruptura del terremoto ocurrió en la Brecha sísmica de Guerrero, que es un tramo de 230 kilómetros.
La tasa de convergencia de las placas Cocos y de América del Norte en la brecha sísmica de Guerrero varía entre 53 a 58 milímetros (2,1 a 2,3 pulgadas) anualmente. Este nivel de precisión fue posible después de la instalación de estaciones de monitoreo por GPS de manera permanentes, la primera de las cuales se instaló en 1997 en Cayaco, Guerrero.

## Daño
Hubo informes de muros y cercas dañados y parte de la estructura del techo de un mercado que se cayó causó lesiones. La electricidad se había cortado durante un tiempo en la Ciudad de México. El mayor daño pudo haber ocurrido en Chilpancingo, la ciudad capital de Guerrero.
Según El Paso Herald emitido el 18 de diciembre, la gente en la Ciudad de México corrió al Zócalo corriendo sin rumbo fijo o rezando durante el terremoto. El entonces presidente mexicano Francisco I. Madero, conversando con algunos de los miembros de su gabinete en ese momento, estaba parado frente a una ventana en el Palacio Nacional, mirando la escena, riendo sin miedo, y permaneció allí hasta que cesó el terremoto.